# حملة المغول ضد النزاريين
بدأت الحملة المغولية ضد النزاريين في فترة ألموت (الحشاشين) في عام 1253 بعد الغزو المغولي للدولة الخوارزمية في آسيا الوسطى وبلاد فارس من قبل الإمبراطورية المغولية وسلسلة من الصراعات النزارية المغولية. كانت الحملة بأمر من الخان العظيم مونكو وقادها شقيقه هولاكو. كانت الحملة ضد النزاريين وفيما بعد الدولة العباسية تهدف إلى إنشاء خانيّة جديدة في المنطقة - الإلخانية.
بدأت حملة هولاكو بهجمات على معاقل في قهستان وقمس وسط انقسامات داخلية مكثفة بين القادة النزاريين في عهد الإمام علاء الدين محمد الذي كانت سياسته تقاتل ضد المغول. بدأ خليفته ركن الدين خورشاه سلسلة طويلة من المفاوضات في مواجهة تقدم المغول العنيد. في عام 1256، استسلم الإمام أثناء محاصرته في ميمون دز وأمر أتباعه بالقيام بالمثل وفقًا لاتفاقه مع هولاكو. على الرغم من صعوبة الاستيلاء عليها، أوقفت ألموت الأعمال العدائية أيضًا وحُلَّت. وهكذا فُككت الدولة النزارية، على الرغم من استمرار مقاومة العديد من الحصون الفردية، لا سيما لامبسار وغيردكوه وتلك الموجودة في سوريا. أمر مونك خان في وقت لاحق بمذبحة عامة لجميع النزاريين، بما في ذلك خورشاه وعائلته.
انتشر العديد من النزاريين الذين بقوا على قيد الحياة في جميع أنحاء غرب ووسط وجنوب آسيا. لا يُعرف الكثير عنهم بعد ذلك، لكن مجتمعاتهم تحافظ على نوع من الاستقلال في قلب بلادهم في الديلم وتعاود إمامتهم الظهور لاحقًا في أنجودان.

## خلفية
كان النزاريون فرعاً من الإسماعيليين، وهم أنفسهم فرع من المسلمين الشيعة. من خلال إنشاء حصون جبلية إستراتيجية ومكتفية ذاتيًا، أقاموا دولة خاصة بهم داخل أراضي السلاجقة ثم الإمبراطوريات الخوارزمية في بلاد فارس.
في عام 1192 أو 1193، خلف الداعي الفارسي نصر العجمي رشيد الدين سنان، الذي أعاد سلطة ألموت على النزاريين في سوريا. بعد الغزو المغولي لبلاد فارس، لجأ العديد من المسلمين السنة والشيعة (بما في ذلك العالم البارز الطوسي) إلى النزاريين في قوهستان. والي (محتشم) قوهستان هو ناصر الدين أبو الفتح عبد الرحيم بن أبي منصور.

## العلاقات المغولية النزارية المبكرة
في عام 1221، أرسل الإمام النزاري جلال الدين حسن مبعوثين إلى جنكيز خان في بلخ. وتوفي الإمام في نفس العام وخلفه ابنه علاء الدين محمد 9 سنوات.
بعد سقوط السلالة الخوارزمية نتيجة للغزو المغولي، بدأت المواجهة المباشرة بين النزاريين تحت قيادة الإمام علاء الدين محمد والمغول تحت قيادة أوجي خان. كان الأخير قد بدأ للتو في غزو بقية بلاد فارس. وسرعان ما فقد النزاريون دامغان في قميس لصالح المغول. كان النزاريون قد سيطروا مؤخرًا على المدينة بعد سقوط الخوارزمية.
سعى الإمام النزاري إلى تحالفات مناهضة للمغول حتى الصين وفرنسا وإنجلترا؛ في عام 1238، أرسل هو والخليفة العباسي المستنصر بعثة دبلوماسية مشتركة إلى الملوك الأوروبيين لويس التاسع ملك فرنسا وإدوارد الأول ملك إنجلترا لتشكيل تحالف مسلم-مسيحي ضد المغول لكن هذا لم ينجح. انضم الملوك الأوروبيون فيما بعد إلى المغول ضد المسلمين.
في عام 1246، أرسل الإمام النزاري، مع الخليفة العباسي الجديد المستعصم والعديد من الحكام المسلمين، بعثة دبلوماسية تحت قيادة محتشم قوهستان شهاب الدين وشمس الدين إلى منغوليا. نصب المغول خان العظيم الجديد، كويوك خان؛ لكن الأخير رفض ذلك، وسرعان ما أرسل تعزيزات تحت قيادة الجيجيدي إلى بلاد فارس، وأمره بتكريس خمس القوات هناك لإخماد المناطق المتمردة، بدءًا من الدولة النزارية. كان كويوك نفسه ينوي المشاركة لكنه توفي بعد ذلك بوقت قصير. وبحسب ما ورد اغتال النزاريون المغول نويان (القائد)، جغتاي الأكبر، في هذا الوقت تقريبًا.
بدأ خليفة كويوك، منكوقاآن، في تنفيذ مخططات سلفه. جاء قرار منكو في أعقاب تحريضات مناهضة للنزاريين من قبل السنة في المحكمة المغولية، وشكاوى جديدة ضد النزاريين (مثل دعوى شمس الدين، قاضي قزوين)، وتحذيرات من قادة المغول المحليين في بلاد فارس. في عام 1252، كلف مونغكي بمهمة غزو بقية غرب آسيا إلى شقيقه هولاكو، مع إعطاء الأولوية القصوى للاستيلاء على الدولة النزارية والخلافة العباسية. جرت تحضيرات متقنة، ولم يبدأ هولاكو حتى عام 1253، ووصل بالفعل إلى بلاد فارس بعد أكثر من عامين. في عام 1253، أصيب وليام روبروك، وهو قس فلمنكي أرسل في مهمة إلى قراقرم في منغوليا، بالاحتياطات الأمنية هناك، ردًا على أكثر من أربعين قاتلاً أرسِلوا إلى هناك لاغتيال منكو؛ يحتمل أن تكون محاولة الاغتيال مجرد شائعات.

## حملة هولاكو

### الحملة ضد قوهستان، قومس وخراسان
في مارس 1253، عبر الحرس المتقدم لهولاكو تحت قيادة كتبغا آمودَريا مع 12 ألف رجل (وحدة تومن بالإضافة إلى وحدتين من المغان تحت قيادة كوك إيلجي). في أبريل 1253، استولوا على العديد من القلاع النزارية في قوهستان وقتلوا سكانها، وفي مايو هاجموا منطقة قومِس وحاصروا جردكوه، المعقل النزاري الرئيسي هناك. تألف جيشه من 5000 (ربما المغول) من الفرسان و5000 (ربما الطاجيك) من المشاة. ترك كتبغا جيشًا تحت قيادة الأمير بري ليحاصر جردكوه، وهاجم هو نفسه قلعة مهرين (مِهرنِجار) في شاه. في أغسطس 1253، أرسل مجموعات مداهمة إلى مقاطعتي طارم ورودبار دون نتائج تذكر. وبعد ذلك هاجموا وذبحوا سكان المنصورية والأبيشين (ألاه بشين).
في أكتوبر 1253، غادر هولاكو أوردا في منغوليا وبدأ مسيرته مع وحدة تومن بوتيرة بطيئة وزاد عدده في طريقه. وكان برفقته اثنان من أبنائه العشرة، أباقة ويوشموت، وشقيقه سوبيدي، الذي توفي في الطريق، وزوجتيه أولجي ويسوت، وزوجة أبيه دقوز.
في يوليو 1253، نهب كتبغا الذي كان في قوهستان، وذبح، واستولى على تون (فردوس) وترشيز مؤقتًا. بعد بضعة أشهر، سقطت أيضًا محرين وعدة قلاع أخرى في قومس. في ديسمبر 1253، انطلقت حامية جردكوه ليلاً وقتلت مئة من المغول، بمن فيهم بوري. كانت جردكوه على وشك السقوط بسبب تفشي الكوليرا، لكنها، على عكس لمبصار، نجت من الوباء وأنقِذت بوصول تعزيزات من ألموت أرسلها الإمام علاء الدين محمد في صيف عام 1254. قاوم الحصن لسنوات عديدة.
في سبتمبر 1255، وصل هولاكو بالقرب من سمرقند. ثم جعل كيش (شَهرِ سَبز) مقرًا مؤقتًا له، وأرسل رسلًا إلى الحكام المغول المحليين وغير المغول في بلاد فارس، معلناً وجوده كنائب الخان العظيم وطلب المساعدة ضد النزاريين، وكان الرفض عقابه قاسيًا. في خريف 1255، انضم إليه أرغون آغا. اعترف جميع حكام روم (الأناضول)، وفارس، والعراق، وأذربيجان، وآران، وشِروان، وجورجيا، ومن المفترض أيضًا أرمينيا، بخدمتهم بالعديد من الهدايا.